# 24-Stunden-Rennen von Le Mans 2012

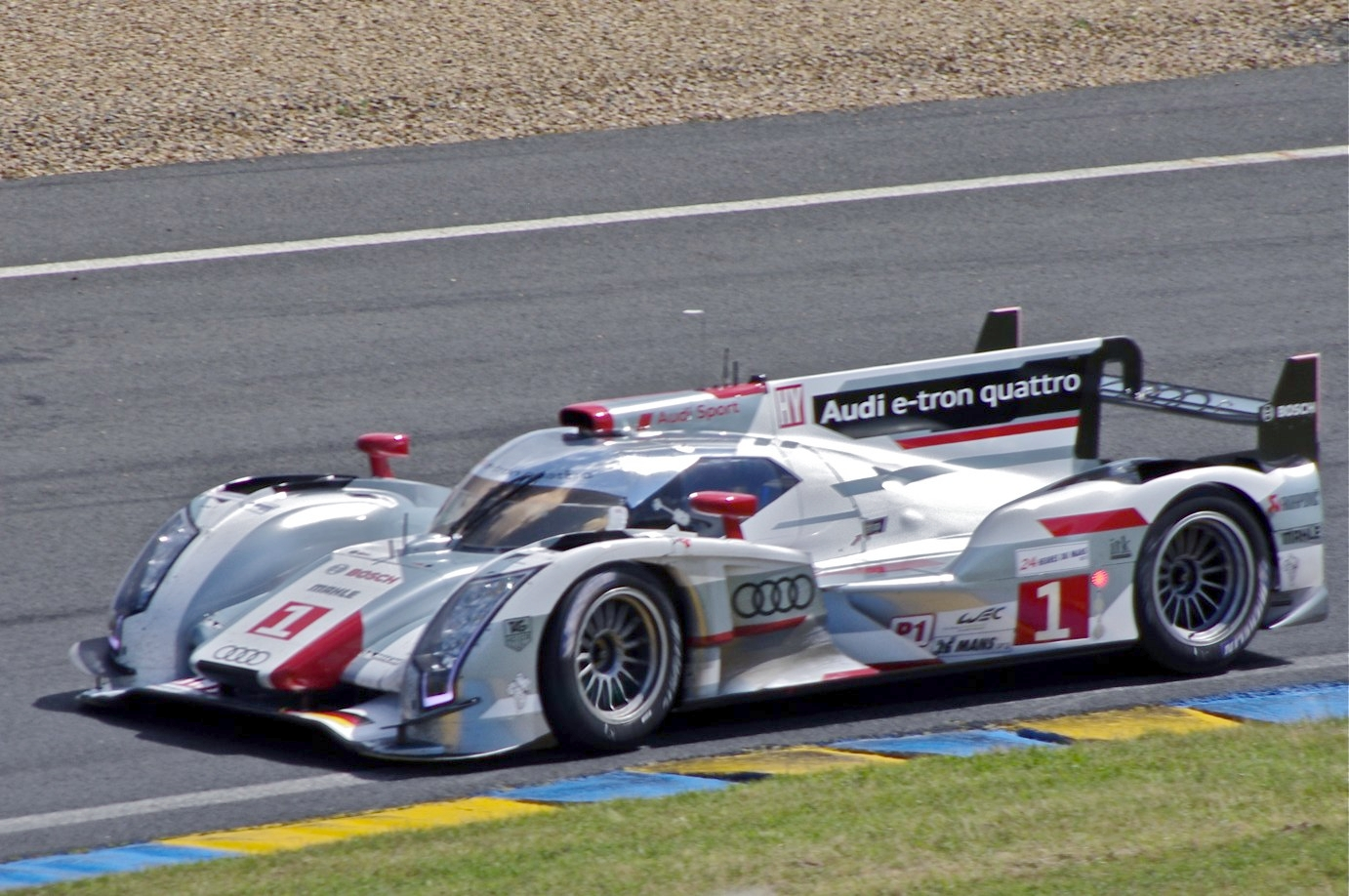
Der Audi e-tron quattro mit der Nummer 1; der Siegerwagen der 24 Stunden von Le Mans 2012

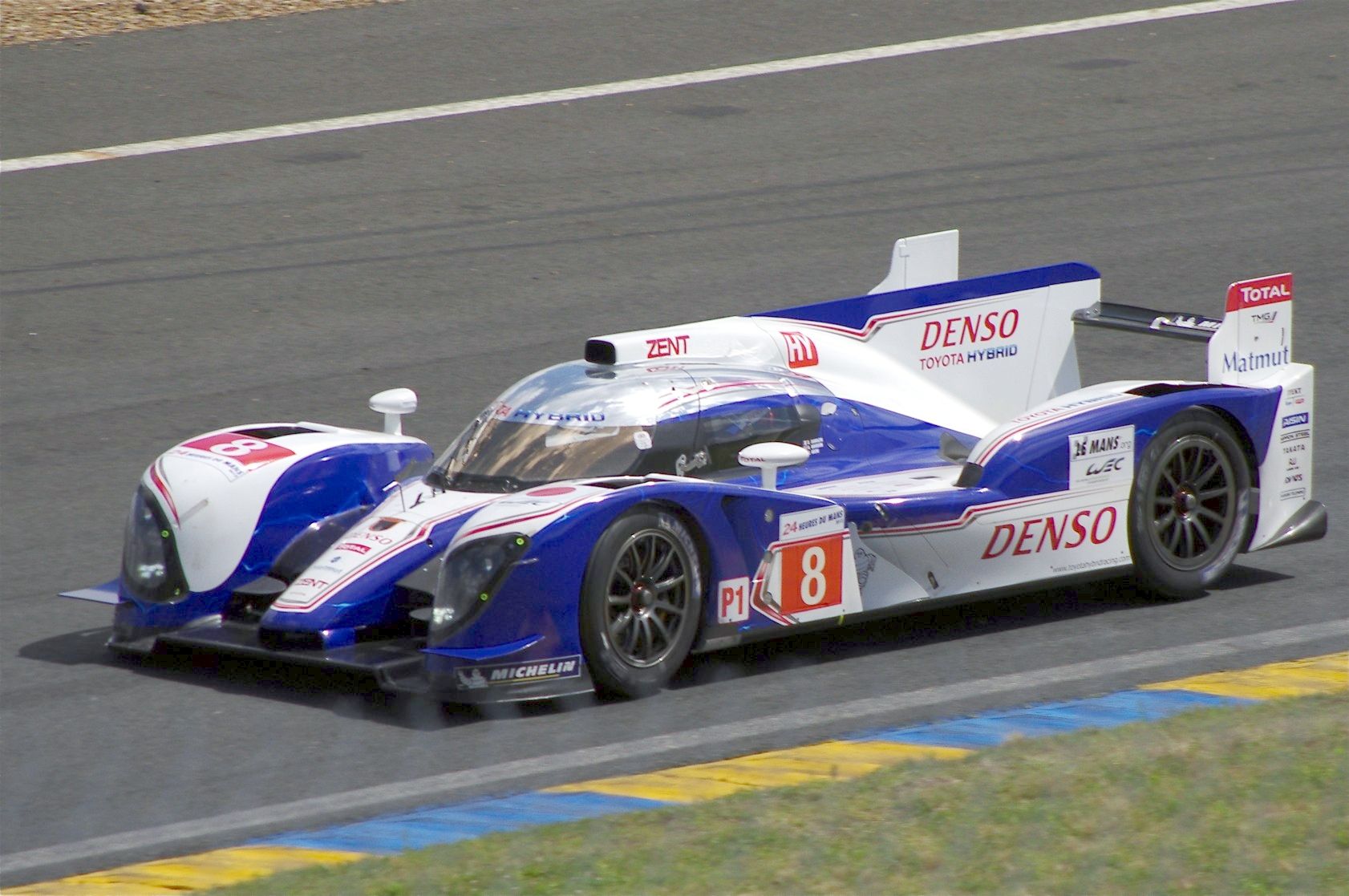
Der später verunfallte Toyota TS030 Hybrid mit der Startnummer 8

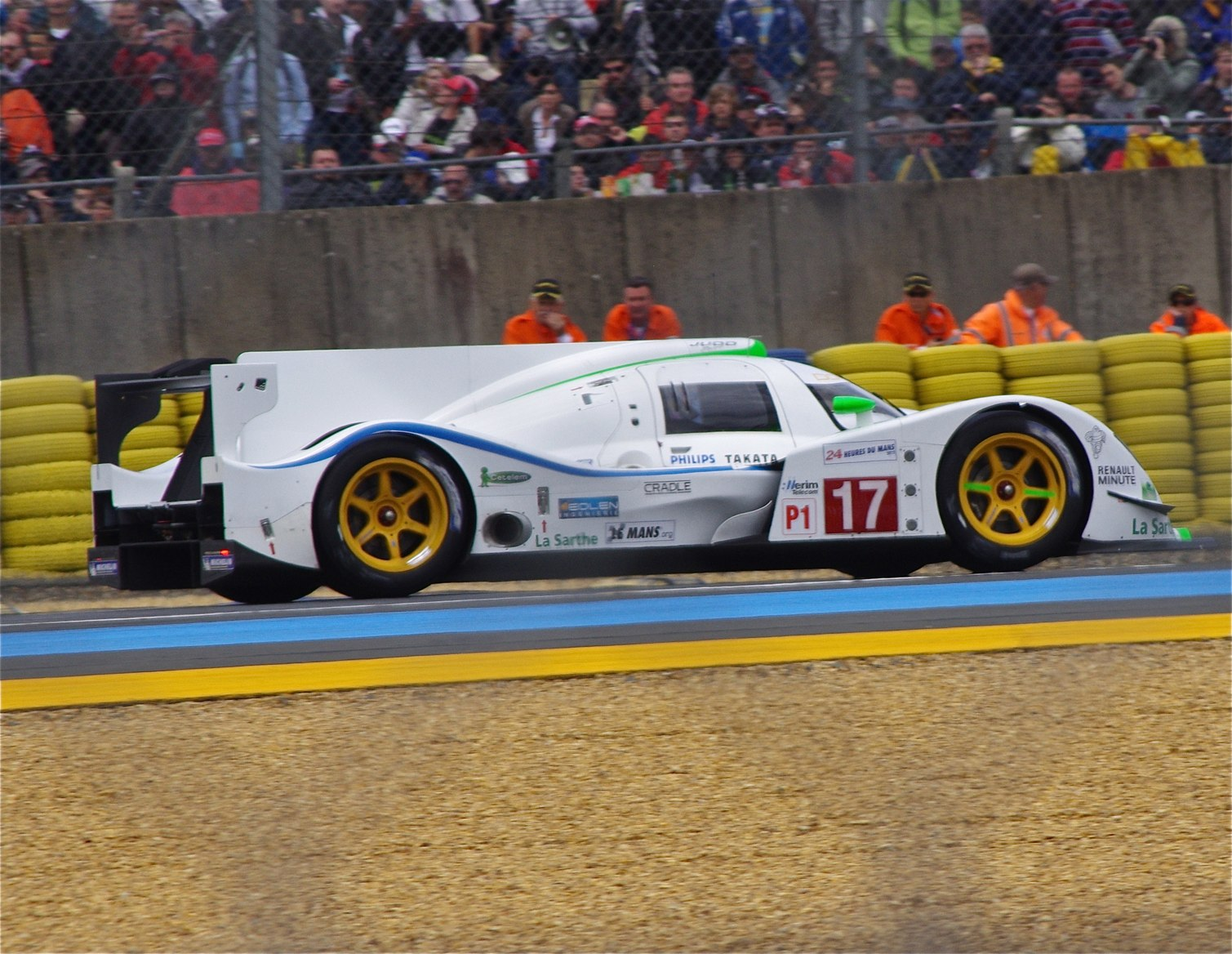
Der von Henri Pescarolo eingesetzte, defektanfällige Dome S102.5

Das 80. 24-Stunden-Rennen von Le Mans, der 80e Grand Prix d’Endurance les 24 Heures du Mans, auch 24 Heures du Mans, Circuit de la Sarthe, Le Mans, fand vom 16. bis 17. Juni 2012 auf dem Circuit des 24 Heures statt. Das Rennen war Wertungslauf der Langstrecken-Weltmeisterschaft 2012.

## Das Rennen
Durch die Entscheidung der Peugeot-Vorstandes im Frühjahr 2012, das Sportwagenprogramm mit sofortiger Wirkung einzustellen, ging dem Rennen der große Zweikampf zwischen Peugeot und Audi, der die Veranstaltung seit 2007 geprägt hatte, verloren. Der Peugeot 908 Hybrid4 kam damit nie zu einem Renneinsatz.
Neuer Gegner von Audi um den Gesamtsieg wurde der Le-Mans-Rückkehrer Toyota mit dem Toyota TS030. Ende 2011 gab Toyota bekannt, wieder im Langstreckenmotorsport antreten zu wollen und dafür einen Prototyp nach LMP1-Reglement aufzubauen. Während das Chassis des TS030 Hybrid bei der in Köln ansässigen Toyota Motorsport GmbH konstruiert und gefertigt wurde, die schon für die Formel-1-Rennboliden von Toyota zuständig war, entstand der komplette Antriebsstrang im japanischen Toyota-Entwicklungszentrum Higashi-Fuji. Als Karosserie für den TS030 Hybrid entstand ein Monocoque aus Kohlefaserverbundwerkstoff, das mit einem aerodynamisch effizienten geschlossenen Aufbau in Coupé-Form versehen wurde. Das Fahrwerk besitzt an der Vorder- und Hinterachse eine Einzelradaufhängung mit doppelten Querlenkern. Die Federung ist mit Drehstabfedern realisiert und wird wie die Stoßdämpfer über Schubstangen angesteuert. Um eine gute Verzögerung zu gewährleisten, sind rundum innenbelüftete Carbon-Keramik-Scheibenbremsen montiert. Bei der Wahl des Verbrennungsmotorkonzepts entschied man sich für einen nicht aufgeladenen Benzinmotor. Obwohl bereits ein Triebwerk vorhanden war, das schon vom Privatteam Rebellion Racing in Le Mans eingesetzt wurde, beschloss man bei Toyota eine komplette Neuentwicklung. Zwar weist der für den TS030 Hybrid konstruierte 3,4-Liter-V8-Motor den gleichen Hubraum wie der ebenfalls als V8 gebaute Kundenmotor auf, hat allerdings keine weitere Verwandtschaft zu diesem und ist um 20 kg leichter. Audi kam mit zwei Konzepten und vier Fahrzeugen nach Le Mans, zwei R18 ultra und zwei R18 e-tron Quattro.
Zu Beginn des Rennens konnten die Toyotas erstaunlich gut mithalten und nach drei Stunden lagen beide 030 Hybrid sogar kurzzeitig in Führung. Beide Wagen fielen jedoch aus. Anthony Davidson kollidierte beim Anbremsen der Mulsanne mit dem Ferrari 458 Italia GTC von Piergiuseppe Perazzini. Der Toyota hob dabei ab, überschlug sich in der Luft und krachte mit hohem Tempo in die Absperrung. Davidson trug ein Schleudertrauma davon und konnte den Rest der Saison keine Rennen mehr fahren. Nach dem Ende der folgenden Safety-Car-Phase fiel auch der zweite Toyota nach einer Kollision aus. Am Ende gab es einen klaren Dreifachsieg für Audi. Gewonnen wurde das Rennen vom Audi R18 e-tron quattro mit den Fahrern Marcel Fässler, André Lotterer und Benoît Tréluyer.

## Einladungen

### Startliste
Am 2. Februar 2012 veröffentlichte der Automobile Club de l’Ouest als Veranstalter eine erste vorläufige Startliste mit 56 Teilnehmer plus neun Reserveteams.
| Startliste | Startliste                | Startliste               | Startliste | Startliste               | Startliste               | Startliste           |
| Nr.        | Team                      | Fahrzeug                 | Reifen     | Fahrer                   | Fahrer                   | Fahrer               |
| ---------- | ------------------------- | ------------------------ | ---------- | ------------------------ | ------------------------ | -------------------- |
| LMP1       |                           |                          |            |                          |                          |                      |
| 1          | Audi Sport Team Joest     | Audi R18 e-tron quattro  | M          | André Lotterer           | Benoît Tréluyer          | Marcel Fässler       |
| 2          | Audi Sport Team Joest     | Audi R18 e-tron quattro  | M          | Allan McNish             | Tom Kristensen           | Rinaldo Capello      |
| 3          | Audi Sport Team Joest     | Audi R18 ultra           | M          | Marc Gené                | Romain Dumas             | Loïc Duval           |
| 4          | Audi Sport North America  | Audi R18 ultra           | M          | Oliver Jarvis            | Marco Bonanomi           | Mike Rockenfeller    |
| 7          | Toyota Racing             | Toyota TS030             | M          | Alexander Wurz           | Nicolas Lapierre         | Kazuki Nakajima      |
| 8          | Toyota Racing             | Toyota TS030             | M          | Stéphane Sarrazin        | Sébastien Buemi          | Anthony Davidson     |
| 12         | Rebellion Racing          | Lola B12/60              | M          | Nicolas Prost            | Neel Jani                | Nick Heidfeld        |
| 13         | Rebellion Racing          | Lola B12/60              | M          | Andrea Belicchi          | Jeroen Bleekemolen       | Harold Primat        |
| 15         | OAK Racing                | OAK Pescarolo 01         | D          | Franck Montagny          | Dominik Kraihamer        | Bertrand Baguette    |
| 16         | Pescarolo Team            | Pescarolo 03             | M          | Emmanuel Collard         | Jean-Christophe Boullion | Stuart Hall          |
| 17         | Pescarolo Team            | Dome S102.5              | M          | Sébastien Bourdais       | Nicolas Minassian        | Seiji Ara            |
| 18         | Dyson Racing Team         | Lola B12/60              | D          | Guy Smith                |                          |                      |
| 19         | Dyson Racing Team         | Lola B12/60              | D          | Chris Dyson              |                          |                      |
| 21         | Strakka Racing            | HPD ARX-03a              | M          | Nick Leventis            | Jonny Kane               | Danny Watts          |
| 22         | JRM                       | HPD ARX-03a              | M          | David Brabham            | Peter Dumbreck           | Karun Chandhok       |
| LMP2       |                           |                          |            |                          |                          |                      |
| 23         | Signatech Nissan          | Oreca 03                 | D          | Jordan Tresson           | Franck Mailleux          | Olivier Lombard      |
| 24         | OAK Racing                | Morgan                   | D          | Jacques Nicolet          | Matthieu Lahaye          | Olivier Pla          |
| 25         | ADR-Delta                 | Oreca 03                 | D          | John Martin              | Jan Charouz              | Tor Graves           |
| 26         | Signatech Nissan          | Oreca 03                 | D          | Pierre Ragues            | Nelson Panciatici        | Roman Rusinov        |
| 28         | Gulf Racing Middle East   | Lola B12/80              | D          | Fabien Giroix            | Ludovic Badey            | Stefan Johansson     |
| 29         | Gulf Racing Middle East   | Lola B12/80              | D          | Jean-Denis Delétraz      | Keiko Ihara              | Marc Rostan          |
| 30         | Status Grand Prix         | Lola B12/80              | D          | Alexander Sims           | Yelmer Buurman           | Romain Iannetta      |
| 31         | Lotus                     | Lola B12/80              | D          | Thomas Holzer            | Mirco Schultis           | Luca Moro            |
| 33         | Level 5 Motorsports       | HPD ARX-03b              | D          | Scott Tucker             | Christophe Bouchut       | Luis Díaz            |
| 35         | OAK Racing                | Morgan                   | D          | David Heinemeier Hansson | Bas Leinders             | Maxime Martin        |
| 38         | Jota                      | Zytek Z11SN              | D          | Sam Hancock              | Simon Dolan              | Haruki Kurosawa      |
| 40         | Race Performance          | Oreca 03                 | D          | Michel Frey              | Jonathan Hirschi         | Ralph Meichtry       |
| 41         | Greaves Motorsport        | Zytek Z11SN              | D          | Christian Zugel          | Ricardo González         | Elton Julian         |
| 42         | Greaves Motorsport        | Zytek Z11SN              | D          | Alex Brundle             | Martin Brundle           | Lucas Ordoñez        |
| 43         | Extrême Limite Aric       | Norma MP2000             | D          | Fabien Rosier            | Philippe Haezebrouck     | Philippe Thirion     |
| 44         | Starworks Motorsport      | HPD ARX-03b              | D          | Vicente Potolicchio      | Ryan Dalziel             | Thomas Kimber-Smith  |
| 45         | Boutsen Ginion Racing     | Oreca 03                 | D          | Bastien Brière           | Shinji Nakano            | Jens Petersen        |
| 45         | Thiriet by TDS Racing     | Oreca 03                 | D          | Pierre Thiriet           | Mathias Beche            | Christophe Tinseau   |
| 48         | Murphy Prototypes         | Oreca 03                 | D          | Jody Firth               | Brendon Hartley          | Warren Hughes        |
| 49         | PeCom Racing              | Oreca 03                 | D          | Luís Pérez Companc       | Pierre Kaffer            | Soheil Ayari         |
| LM GTE Pro |                           |                          |            |                          |                          |                      |
| 51         | AF Corse                  | Ferrari 458 Italia GTC   | M          | Giancarlo Fisichella     | Gianmaria Bruni          | Toni Vilander        |
| 59         | Luxury Racing             | Ferrari 458 Italia GTC   | M          | Frédéric Makowiecki      | Jaime Melo               | Dominik Farnbacher   |
| 66         | JMW Motorsport            | Ferrari 458 Italia GTC   | D          | Roger Wills              | James Walker             | Jonny Cocker         |
| 71         | AF Corse                  | Ferrari 458 Italia GTC   | M          | Andrea Bertolini         | Olivier Beretta          | Marco Cioci          |
| 73         | Corvette Racing           | Chevrolet Corvette C6.R  | M          | Antonio García           | Jan Magnussen            | Jordan Taylor        |
| 74         | Corvette Racing           | Chevrolet Corvette C6.R  | M          | Oliver Gavin             | Richard Westbrook        | Tommy Milner         |
| 77         | Team Felbermayr-Proton    | Porsche 997 GT3-RSR      | M          | Richard Lietz            | Marc Lieb                | Wolf Henzler         |
| 80         | Flying Lizard Motorsports | Porsche 997 GT3-RSR      | M          | Jörg Bergmeister         | Patrick Long             | Marco Holzer         |
| 97         | Aston Martin Racing       | Aston Martin Vantage GT2 | M          | Stefan Mücke             | Adrián Fernández         | Darren Turner        |
| LM GTE Am  |                           |                          |            |                          |                          |                      |
| 50         | Larbre Compétition        | Chevrolet Corvette C6.R  | M          | Patrick Bornhauser       | Julien Canal             | Pedro Lamy           |
| 55         | JWA-Avila                 | Porsche 997 GT3-RSR      | P          | Paul Daniels             | Markus Palttala          | Joël Camathias       |
| 57         | Krohn Racing              | Ferrari 458 Italia GTC   | D          | Tracy Krohn              | Niclas Jönsson           | Michele Rugolo       |
| 58         | Luxury Racing             | Ferrari 458 Italia GTC   | M          | Pierre Ehret             | Gunnar Jeannette         | Frankie Montecalvo   |
| 61         | AF Corse                  | Ferrari 458 Italia GTC   | M          | Robert Kauffman          | Brian Vickers            | Rui Águas            |
| 67         | IMSA Performance Matmut   | Porsche 997 GT3-RSR      | M          | Anthony Pons             | Nicolas Armindo          | Raymond Narac        |
| 70         | Larbre Compétition        | Chevrolet Corvette C6.R  | M          | Christophe Bourret       | Pascal Gibon             | Jean-Philippe Belloc |
| 75         | Prospeed Competition      | Porsche 997 GT3-RSR      | M          | Abdulaziz Al Faisal      | Bret Curtis              | Sean Edwards         |
| 79         | Flying Lizard Motorsports | Porsche 997 GT3-RSR      | M          | Seth Neiman              | Spencer Pumpelly         | Patrick Pilet        |
| 81         | AF Corse                  | Ferrari 458 Italia GTC   | M          | Piergiuseppe Perazzini   | Nicola Cadei             | Matt Griffin         |
| 83         | JMB Racing                | Ferrari 458 Italia GTC   | M          | Manuel Rodrigues         | Philippe Illiano         | Alain Ferté          |
| 88         | Team Felbermayr-Proton    | Porsche 997 GT3-RSR      | M          | Christian Ried           | Gianluca Roda            | Paolo Ruberti        |
| 99         | Aston Martin Racing       | Aston Martin Vantage GT2 | M          | Christoffer Nygaard      | Kristian Poulsen         | Allan Simonsen       |
| Innovation |                           |                          |            |                          |                          |                      |
| 0          | Highcroft Racing          | Nissan DeltaWing         | M          | Marino Franchitti        | Michael Krumm            | Satoshi Motoyama     |

### Reservefahrzeuge
Wie in den Jahren davor veröffentlichte der ACO zeitgleich mit der ersten vorläufigen Startliste auch eine Liste der Reservefahrzeuge. Fünf LMP- und vier GT-Teams wurden auf die Liste gesetzt und bekamen die Möglichkeit, jene Teams zu ersetzen, die aus den unterschiedlichsten Gründen am Rennen nicht teilnehmen konnten. Dabei durften die LMP-Reservisten nur Fahrzeuge der LMP1- und LMP2-Klasse ersetzen, so wie die GT-Reservisten nur GT-Fahrzeuge. Die Nachrückung erfolgte in der Reihenfolge der Nominierung.
| Klasse | Nr. | Team                    | Fahrzeug                 | Nominierter Fahrer       |
| LMP    | LMP | LMP                     | LMP                      | LMP                      |
| ------ | --- | ----------------------- | ------------------------ | ------------------------ |
| LMP2   | 47  | Jetalliance Racing      | Lola B12/80              | David Heinemeier Hansson |
| LMP2   | 30  | Status Grand Prix       | Lola B12/80              | Alexander Sims           |
| LMP2   | 48  | Murphy Prototypes       | Oreca 03                 | Gregory Murphy           |
| LMP1   | 5   | Hope Racing             | Oreca 01                 | Steve Zacchia            |
| LMP2   | 32  | Lotus                   | Lola B12/80              | Dariusch Ahrabian        |
| LM GTE |     |                         |                          |                          |
| Pro    | 69  | IMSA Performance Matmut | Porsche 997 GT3-RSR      | Patrick Pilet            |
| Pro    | 64  | Lotus Cars Ltd.         | Lotus Evora GTE          | Johnny Mowlem            |
| Pro    | 98  | Aston Martin Racing     | Aston Martin Vantage GT2 | Darren Turner            |
| Am     | 63  | Proton Competition      | Porsche 997 GT3-RSR      | Horst Felbermayr junior  |

## Ergebnisse

### Piloten nach Nationen
| 42 Franzosen   | 25 Briten      | 17 Deutsche   | 13 US-Amerikaner | 13 Italiener  |
| 10 Schweizer   | 6 Dänen        | 6 Japaner     | 3 Belgier        | 3 Mexikaner   |
| 3 Österreicher | 3 Portugiesen  | 3 Spanier     | 2 Australier     | 2 Finnen      |
| 2 Niederländer | 2 Neuseeländer | 2 Schweden    | 1 Argentinier    | 1 Brasilianer |
| 1 Inder        | 1 Ire          | 1 Monegasse   | 1 Russe          | 1 Saudi       |
| 1 Tscheche     | 1 Thailänder   | 1 Venezolaner |                  |               |

### Schlussklassement
| Pos.            | Klasse     | Nr. | Team                      | Fahrer                                                | Chassis                  | Motor                      | Reifen | Runden |
| --------------- | ---------- | --- | ------------------------- | ----------------------------------------------------- | ------------------------ | -------------------------- | ------ | ------ |
| 1               | LMP1       | 1   | Audi Sport Team Joest     | André Lotterer Marcel Fässler Benoît Tréluyer         | Audi R18 e-tron quattro  | Audi TDI 3.7L Turbo V6     | M      | 378    |
| 2               | LMP1       | 2   | Audi Sport Team Joest     | Allan McNish Rinaldo Capello Tom Kristensen           | Audi R18 e-tron quattro  | Audi TDI 3.7L Turbo V6     | M      | 377    |
| 3               | LMP1       | 4   | Audi Sport North America  | Oliver Jarvis Marco Bonanomi Mike Rockenfeller        | Audi R18 ultra           | Audi TDI 3.7L Turbo V6     | M      | 375    |
| 4               | LMP1       | 12  | Rebellion Racing          | Nicolas Prost Nick Heidfeld Neel Jani                 | Lola B12/60              | Toyota RV8KLM 3.4L V8      | M      | 367    |
| 5               | LMP1       | 3   | Audi Sport Team Joest     | Marc Gené Romain Dumas Loïc Duval                     | Audi R18 ultra           | Audi TDI 3.7L Turbo V6     | M      | 366    |
| 6               | LMP1       | 22  | JRM                       | David Brabham Peter Dumbreck Karun Chandhok           | HPD ARX-03a              | Honda LM-V8 3.4L V8        | M      | 357    |
| 7               | LMP2       | 44  | Starworks Motorsport      | Vicente Potolicchio Ryan Dalziel Thomas Kimber-Smith  | HPD ARX-03b              | Honda HR28TT 2.8L Turbo V6 | D      | 354    |
| 8               | LMP2       | 46  | Thiriet by TDS Racing     | Pierre Thiriet Mathias Beche Christophe Tinseau       | Oreca 03                 | Nissan VK45DE 4.5L V8      | D      | 353    |
| 9               | LMP2       | 49  | Pecom Racing              | Luís Pérez Companc Pierre Kaffer Soheil Ayari         | Oreca 03                 | Nissan VK45DE 4.5L V8      | D      | 352    |
| 10              | LMP2       | 26  | Signatech-Nissan          | Pierre Ragues Nelson Panciatici Roman Rusinov         | Oreca 03                 | Nissan VK45DE 4.5L V8      | D      | 351    |
| 11              | LMP1       | 13  | Rebellion Racing          | Andrea Belicchi Jeroen Bleekemolen Harold Primat      | Lola B12/60              | Toyota RV8KLM 3.4L V8      | M      | 350    |
| 12              | LMP2       | 41  | Greaves Motorsport        | Christian Zugel Elton Julian Ricardo González         | Zytek Z11SN              | Nissan VK45DE 4.5L V8      | D      | 348    |
| 13              | LMP2       | 25  | ADR-Delta                 | John Martin Tor Graves Jan Charouz                    | Oreca 03                 | Nissan VK45DE 4.5L V8      | D      | 346    |
| 14              | LMP2       | 35  | OAK Racing                | David Heinemeier Hansson Bas Leinders Maxime Martin   | Morgan LMP2              | Nissan VK45DE 4.5L V8      | D      | 341    |
| 15              | LMP2       | 42  | Greaves Motorsport        | Alex Brundle Martin Brundle Lucas Ordoñez             | Zytek Z11SN              | Nissan VK45DE 4.5L V8      | D      | 340    |
| 16              | LMP2       | 23  | Signatech-Nissan          | Jordan Tresson Franck Mailleux Olivier Lombard        | Oreca 03                 | Nissan VK45DE 4.5L V8      | D      | 340    |
| 17              | LMGTE Pro  | 51  | AF Corse                  | Giancarlo Fisichella Gianmaria Bruni Toni Vilander    | Ferrari 458 Italia GTC   | Ferrari 4.5;L V8           | M      | 336    |
| 18              | LMGTE Pro  | 59  | Luxury Racing             | Frédéric Makowiecki Jaime Melo Dominik Farnbacher     | Ferrari 458 Italia GTC   | Ferrari 4.5L V8            | M      | 333    |
| 19              | LMGTE Pro  | 97  | Aston Martin Racing       | Stefan Mücke Adrián Fernández Darren Turner           | Aston Martin Vantage GT2 | Aston Martin 4.5L V8       | M      | 332    |
| 20              | LMGTE Am   | 50  | Larbre Compétition        | Patrick Bornhauser Julien Canal Pedro Lamy            | Chevrolet Corvette C6.R  | Chevrolet 5.5L V8          | M      | 329    |
| 21              | LMGTE Am   | 67  | IMSA Performance Matmut   | Anthony Pons Nicolas Armindo Raymond Narac            | Porsche 997 GT3-RSR      | Porsche 4.0L Flat-6        | M      | 328    |
| 22              | LMGTE Pro  | 71  | AF Corse                  | Andrea Bertolini Olivier Beretta Marco Cioci          | Ferrari 458 GTC          | Ferrari 4.5L V8            | M      | 326    |
| 23              | LMGTE Pro  | 73  | Corvette Racing           | Antonio García Jan Magnussen Jordan Taylor            | Chevrolet Corvette C6.R  | Chevrolet 5.5L V8          | M      | 326    |
| 24              | LMP2       | 45  | Boutsen Ginion Racing     | Bastien Brière Shinji Nakano Jens Petersen            | Oreca 03                 | Nissan VK45DE 4.5L V8      | D      | 325    |
| 25              | LMGTE Am   | 57  | Krohn Racing              | Tracy Krohn Niclas Jönsson Michele Rugolo             | Ferrari 458 GTC          | Ferrari 4.5L V8            | D      | 323    |
| 26              | LMP2       | 40  | Race Performance          | Michel Frey Jonathan Hirschi Ralph Meichtry           | Oreca 03                 | Judd HK 3.6L V8            | D      | 320    |
| 27              | LMGTE Am   | 79  | Flying Lizard Motorsports | Seth Neiman Spencer Pumpelly Patrick Pilet            | Porsche 997 GT3-RSR      | Porsche 4.0L Flat-6        | M      | 313    |
| 28              | LMGTE Am   | 70  | Larbre Compétition        | Christophe Bourret Pascal Gibon Jean-Philippe Belloc  | Chevrolet Corvette C6.R  | Chevrolet 5.5L V8          | M      | 309    |
| 29              | LMP2       | 43  | Extrême Limite ARIC       | Fabien Rosier Philippe Haezebrouck Philippe Thirion   | Norma MP2000             | Judd HK 3.6L V8            | D      | 308    |
| 30              | LMP1       | 21  | Strakka Racing            | Nick Leventis Jonny Kane Danny Watts                  | HPD ARX-03a              | Honda LM-V8 3.4L V8        | M      | 303    |
| 31              | LMGTE Am   | 61  | AF Corse                  | Robert Kauffman Brian Vickers Rui Águas               | Ferrari 458 Italia GTC   | Ferrari 4.5L V8            | M      | 294    |
| 32              | LMGTE Am   | 83  | JMB Racing                | Manuel Rodrigues Philippe Illiano Alain Ferté         | Ferrari 458 Italia GTC   | Ferrari 4.5L V8            | M      | 292    |
| 33              | LMGTE Am   | 55  | JWA-Avila                 | Paul Daniels Joël Camathias Markus Palttala           | Porsche 997 GT3-RSR      | Porsche 4.0L Flat-6        | P      | 290    |
| Nicht klassiert |            |     |                           |                                                       |                          |                            |        |        |
| 34              | LMGTE Pro  | 74  | Corvette Racing           | Oliver Gavin Richard Westbrook Tommy Milner           | Chevrolet Corvette C6.R  | Chevrolet 5.5L V8          | M      | 215    |
| 35              | LMP1       | 17  | Pescarolo Team            | Nicolas Minassian Sébastien Bourdais Seiji Ara        | Dome S102.5              | Judd DB 3.4L V8            | M      | 203    |
| Ausgefallen     |            |     |                           |                                                       |                          |                            |        |        |
| 36              | LMP2       | 38  | Jota                      | Sam Hancock Simon Dolan Haruki Kurosawa               | Zytek Z11SN              | Nissan VK45DE 4.5L V8      | D      | 271    |
| 37              | LMP2       | 33  | Level 5 Motorsports       | Scott Tucker Christophe Bouchut Luis Díaz             | HPD ARX-03b              | Honda HR28TT 2.8L Turbo V6 | D      | 240    |
| 38              | LMP2       | 30  | Status Grand Prix         | Alexander Sims Yelmer Buurman Romain Iannetta         | Lola B12/80              | Judd HK 3.6L V8            | D      | 239    |
| 39              | LMGTE Am   | 88  | Team Felbermayr-Proton    | Christian Ried Gianluca Roda Paolo Ruberti            | Porsche 997 GT3-RSR      | Porsche 4.0L Flat-6        | M      | 222    |
| 40              | LMP1       | 15  | OAK Racing                | Franck Montagny Dominik Kraihamer Bertrand Baguette   | OAK Pescarolo 01         | Judd DB 3.4L V8            | D      | 219    |
| 41              | LMGTE Pro  | 66  | JMW Motorsport            | Jonny Cocker James Walker Roger Wills                 | Ferrari 458 Italia GTC   | Ferrari 4.5L V8            | D      | 204    |
| 42              | LMP2       | 48  | Murphy Prototypes         | Jody Firth Warren Hughes Brendon Hartley              | Oreca 03                 | Nissan VK45DE 4.5L V8      | D      | 196    |
| 43              | LMGTE Pro  | 77  | Team Felbermayr-Proton    | Richard Lietz Marc Lieb Wolf Henzler                  | Porsche 997 GT3-RSR      | Porsche 4.0L Flat-6        | M      | 185    |
| 44              | LMGTE Am   | 75  | Prospeed Competition      | Abdulaziz Al Faisal Bret Curtis Sean Edwards          | Porsche 997 GT3-RSR      | Porsche 4.0L Flat-6        | M      | 180    |
| 45              | LMP2       | 31  | Lotus                     | Thomas Holzer Mirco Schultis Luca Moro                | Lola B12/80              | Judd 3.6L V8               | D      | 155    |
| 46              | LMGTE Am   | 58  | Luxury Racing             | Pierre Ehret Gunnar Jeannette Frankie Montecalvo      | Ferrari 458 Italia GTC   | Ferrari 4.5L V8            | M      | 146    |
| 47              | LMP2       | 24  | OAK Racing                | Jacques Nicolet Matthieu Lahaye Olivier Pla           | Morgan LMP2              | Judd HK 3.6L V8            | D      | 139    |
| 48              | LMP1       | 7   | Toyota Racing             | Alexander Wurz Kazuki Nakajima Nicolas Lapierre       | Toyota TS030             | Toyota 3.4L V8             | M      | 134    |
| 49              | LMGTE Pro  | 80  | Flying Lizard Motorsports | Jörg Bergmeister Marco Holzer Patrick Long            | Porsche 997 GT3-RSR      | Porsche 4.0L Flat-6        | M      | 114    |
| 50              | LMP2       | 28  | Gulf Racing Middle East   | Fabien Giroix Ludovic Badey Stefan Johansson          | Lola B12/80              | Nissan VK45DE 4.5L V8      | D      | 92     |
| 51              | LMP1       | 8   | Toyota Racing             | Anthony Davidson Sébastien Buemi Stéphane Sarrazin    | Toyota TS030             | Toyota 3.4L V8             | M      | 82     |
| 52              | Innovation | 0   | Highcroft Racing          | Marino Franchitti Michael Krumm Satoshi Motoyama      | DeltaWing                | Nissan 1.6L Turbo I4       | M      | 75     |
| 53              | LMGTE Am   | 81  | AF Corse                  | Piergiuseppe Perazzini Nicola Cadei Matt Griffin      | Ferrari 458 Italia GTC   | Ferrari 4.5L V8            | M      | 70     |
| 54              | LMGTE Am   | 99  | Aston Martin Racing       | Christoffer Nygaard Kristian Poulsen Allan Simonsen   | Aston Martin Vantage GT2 | Aston Martin 4.5L V8       | M      | 31     |
| 55              | LMP1       | 16  | Pescarolo Team            | Emmanuel Collard Stuart Hall Jean-Christophe Boullion | Pescarolo 03             | Judd DB 3.4L V8            | M      | 20     |
| 56              | LMP2       | 29  | Gulf Racing Middle East   | Keiko Ihara Jean-Denis Delétraz Marc Rostan           | Lola B12/80              | Nissan VK45DE 4.5L V8      | D      | 17     |

### Nur in der Meldeliste
Weitere gemeldete Teams, Fahrzeuge und Fahrer finden sich in der Start- und Reserveliste.

### Klassensieger
| Klasse    | Fahrer               | Fahrer          | Fahrer           | Fahrzeug                | Platzierung im Gesamtklassement |
| --------- | -------------------- | --------------- | ---------------- | ----------------------- | ------------------------------- |
| LMP1      | André Lotterer       | Benoît Tréluyer | Marcel Fässler   | Audi R18 e-tron quattro | Gesamtsieg                      |
| LMP2      | Vicente Potolicchio  | Ryan Dalziel    | Tom Kimber-Smith | HPD ARX-03b             | Rang 7                          |
| LMGTE Pro | Giancarlo Fisichella | Gianmaria Bruni | Toni Vilander    | Ferrari 458 Italia GTC  | Rang 17                         |
| LMGTE Am  | Patrick Bornhauser   | Julien Canal    | Pedro Lamy       | Chevrolet Corvette C6.R | Rang 20                         |

### Renndaten
- Gemeldet: 69
- Gestartet: 56
- Gewertet: 33
- Rennklassen: 4
- Zuschauer: 242.000
- Ehrenstarter des Rennens: Akio Toyoda, Geschäftsführer von Toyota
- Wetter am Rennwochenende: warm und trocken
- Streckenlänge: 13,629 km
- Fahrzeit des Siegerteams: 24:01:16.128 Stunden
- Runden des Siegerteams: 378
- Distanz des Siegerteams: 5151,760 km
- Siegerschnitt: 214,500 km
- Pole Position: André Lotterer – Audi R18 e-tron quattro (#1) – 3:23.787 = 240,800 km/h
- Schnellste Rennrunde: Loïc Duval – Audi R18 ultra (#3) – 3:24.189 = 240,300 km/h
- Rennserie: 3. Lauf zum FIA-Langstrecken-Weltmeisterschaft 2012